# ادابس

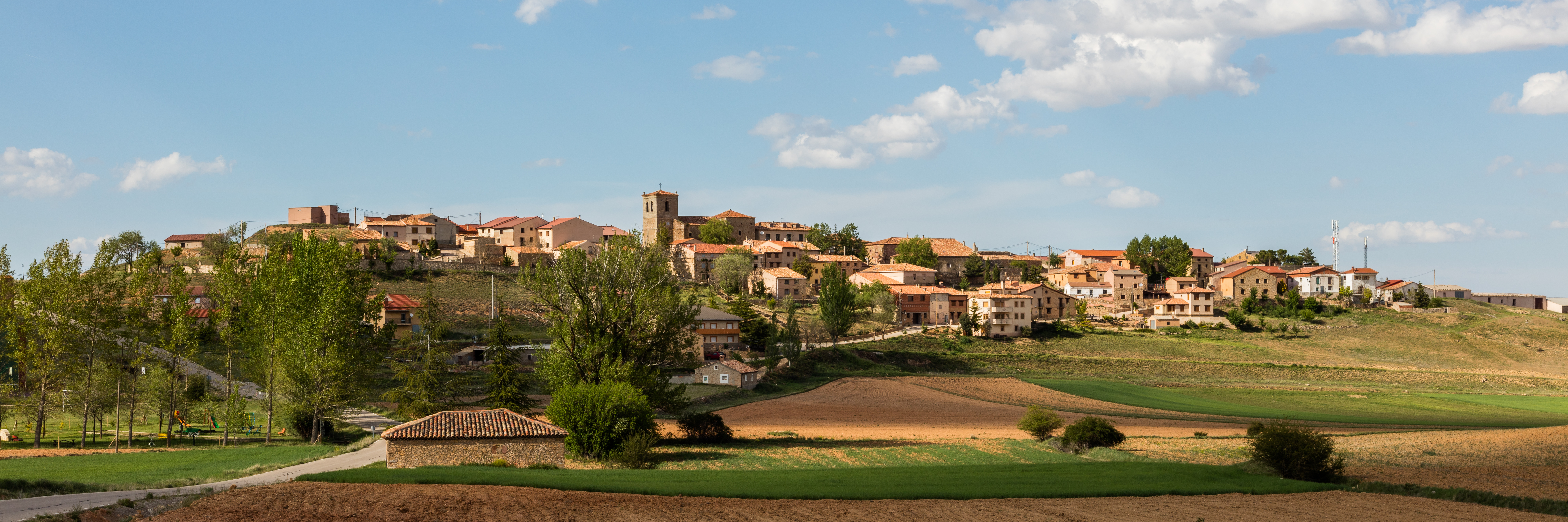
سراسرنمای ادابس

ادابس (به اسپانیایی: Adobes) یک شهرستان در اسپانیا است که در استان گوادالاخارا واقع شده‌است.